# Conímbriga
Conímbriga byla jednou z největších starořímských osad v Portugalsku. Dnes jde o izolované ruiny ležící asi 16 kilometrů od města Coimbra (které bylo rovněž římskou osadou zvanou Aeminium). Archeologové rozpoznali zbytky fóra, raně křesťanské baziliky, tržiště, termálních lázní, akvaduktu, insuly, domů různých výšek (včetně vnitřních teras) a domu. Dochovaly se unikátní mozaikové dlažby. Zachovaly se i zbytky hradeb o délce 1500 metrů, které disponovaly i systémem odvodu vody a vlhkosti.
U ruin bylo vystavěno návštěvnické centrum s kavárnou, obchodem se suvenýry a výstavní síní, kde lze spatřit předměty nalezené archeology při vykopávkách, včetně mincí, chirurgických nástrojů, náčiní a keramiky.

## Dějiny
Archeologický průzkum prokázal, že místo mělo dlouhou historii lidského osídlení, nejstarší stopy odkazují ke kultuře Castro, další vrstva ke Kinetům. Od nich také možná pochází název místa, Římané je totiž nazývali Conii. Je ovšem také možné, že název je odvozen od slova conim, což byl pojem, jímž domorodé kmeny podle všeho označovaly skalnaté místo. Slovo briga je keltského původu a označuje opevnění.
První Římané se sem začali dostávat patrně roku 139 př. n. l. v souvislosti s vojenským tažením Decima Iunia Bruta. Romanizace byla dle všeho rychlá a poklidná. Conímbriga se rychle stala prosperujícím městem. Během vlády římského císaře Vespasiana (69–79) byla povýšena na municipium. Odhadovaná populace z té doby je 10 000 obyvatel. Stavba domu zvaného Casa dos Repuxos začala ve 2. století. Ve 3. století byly původní hradby nahrazeny současnými. Ve stejné době došlo k přestavbě lázní a stavbě většiny větších domů. Ve 4. století byla postavena křesťanská bazilika. Mezi lety 465 až 468 město dobyli a vyvrátili Svébové. Jeho obyvatelé se rozutekli, část byla uvržena do otroctví.
První archeologické vykopávky byly zahájeny roku 1873. V roce 1910 se Conímbriga stala národní kulturní památkou.

## Galerie

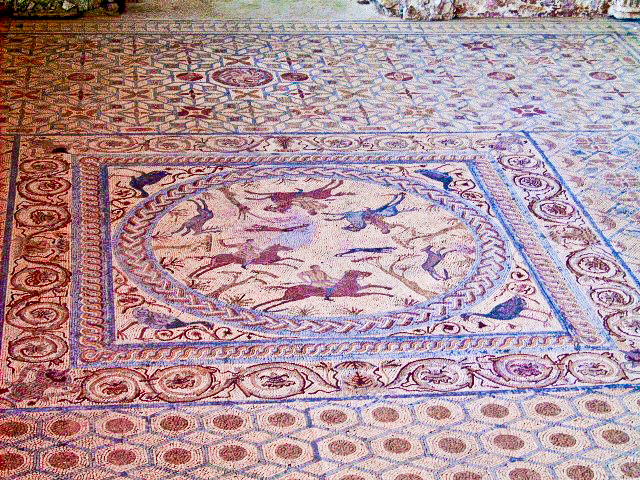
Zachovaná mozaika
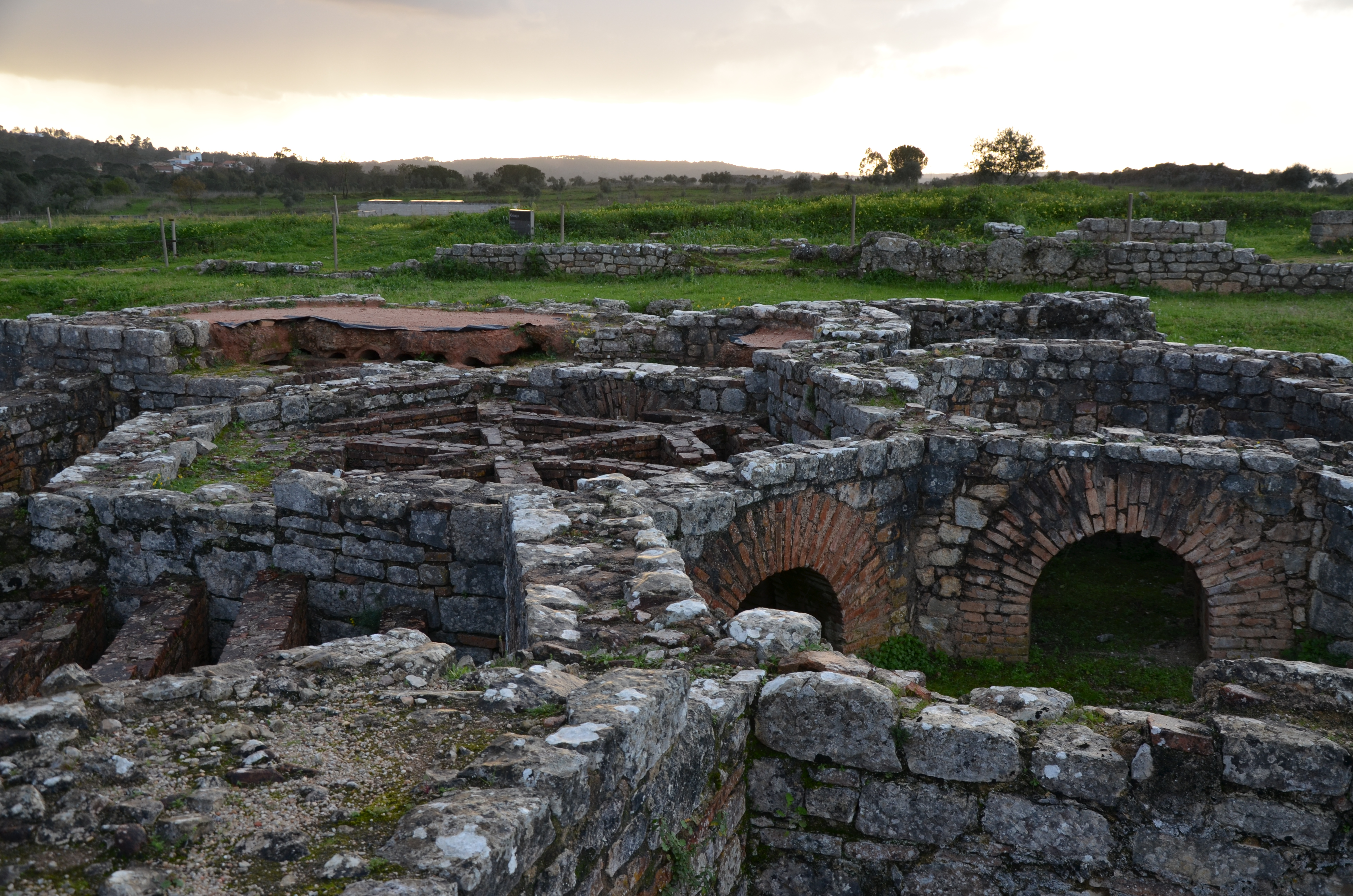
Zbytky lázní
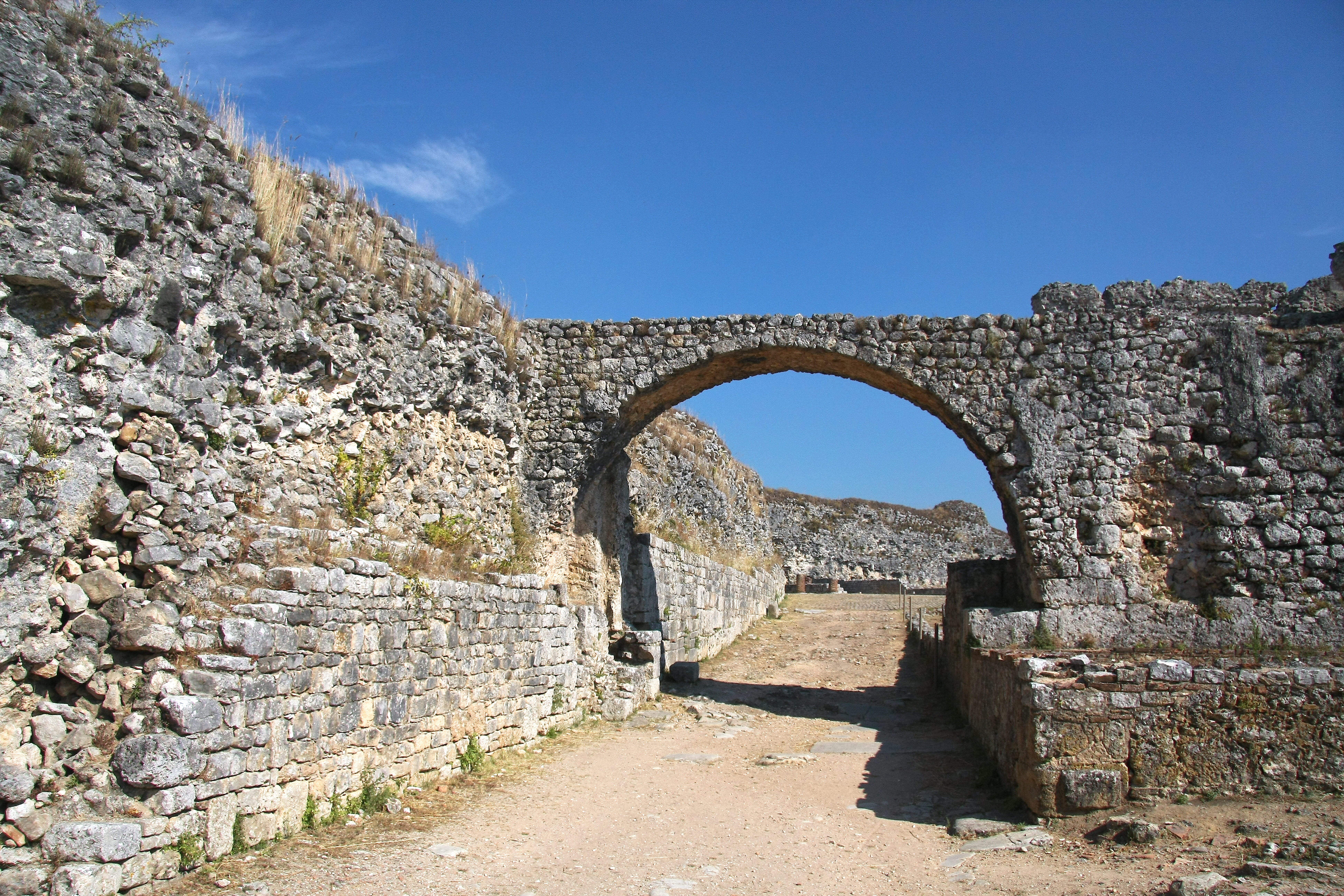
Akvadukt
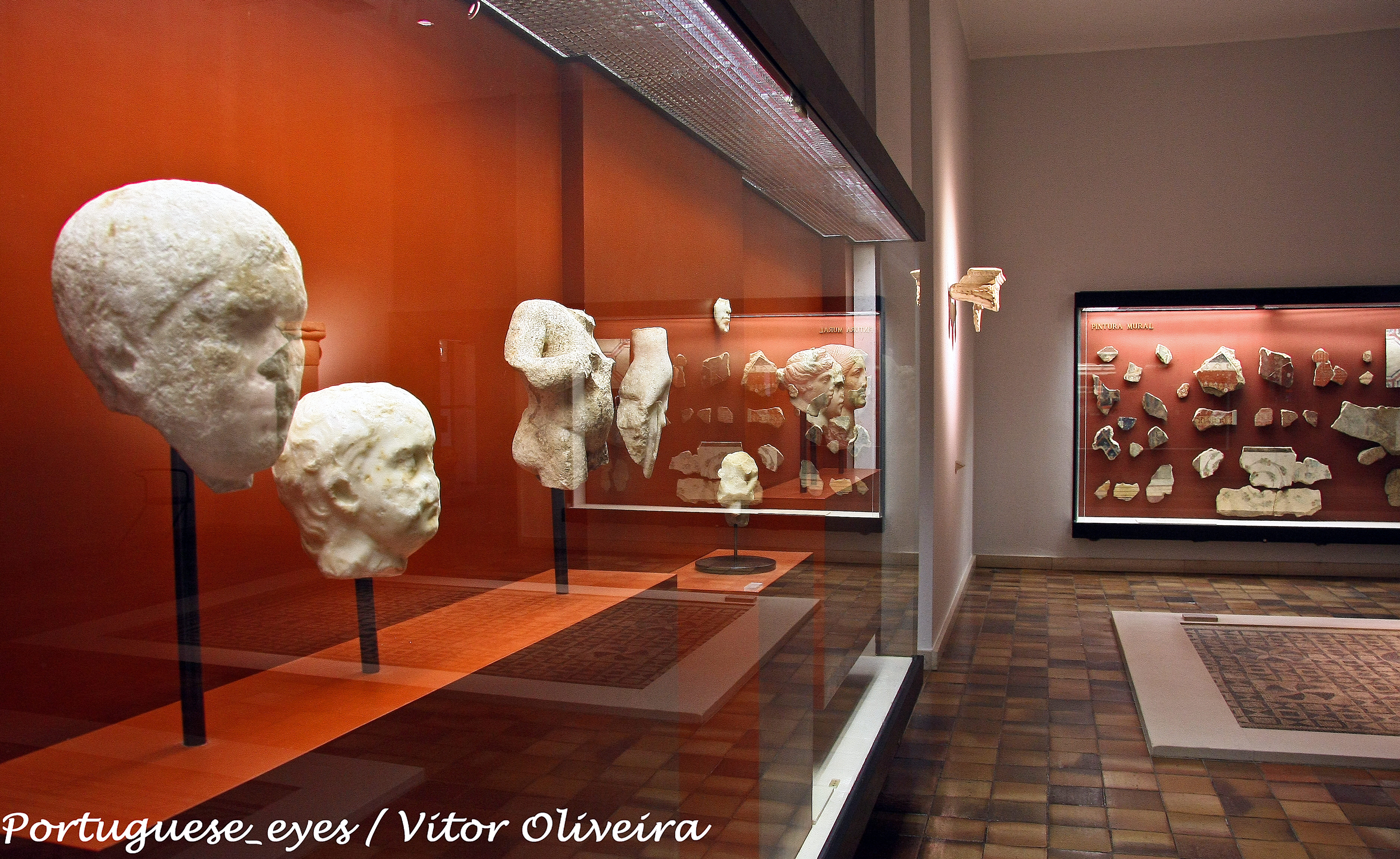
Nalezené umělecké předměty
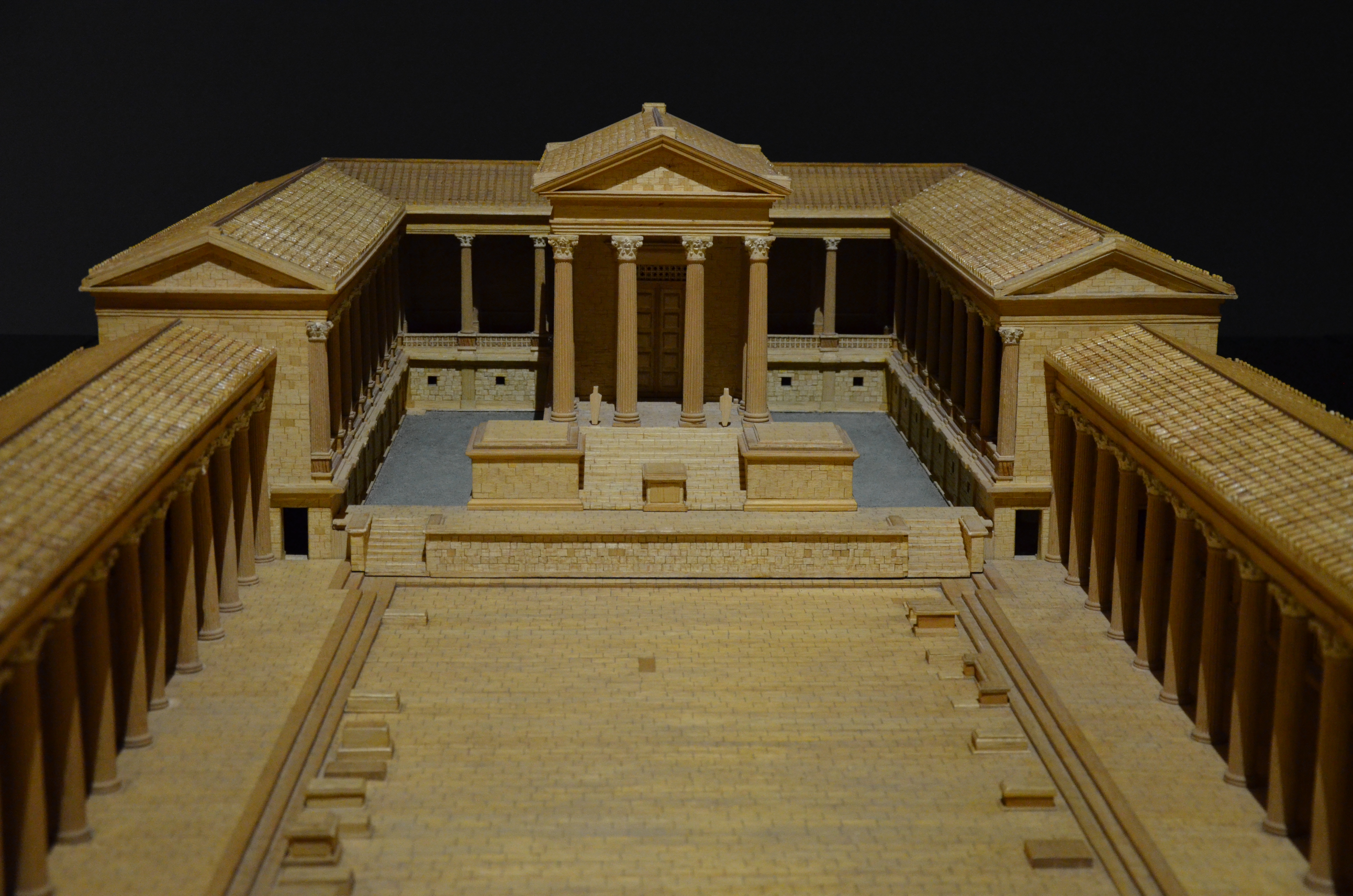
Počítačová rekonstrukce původní podoby
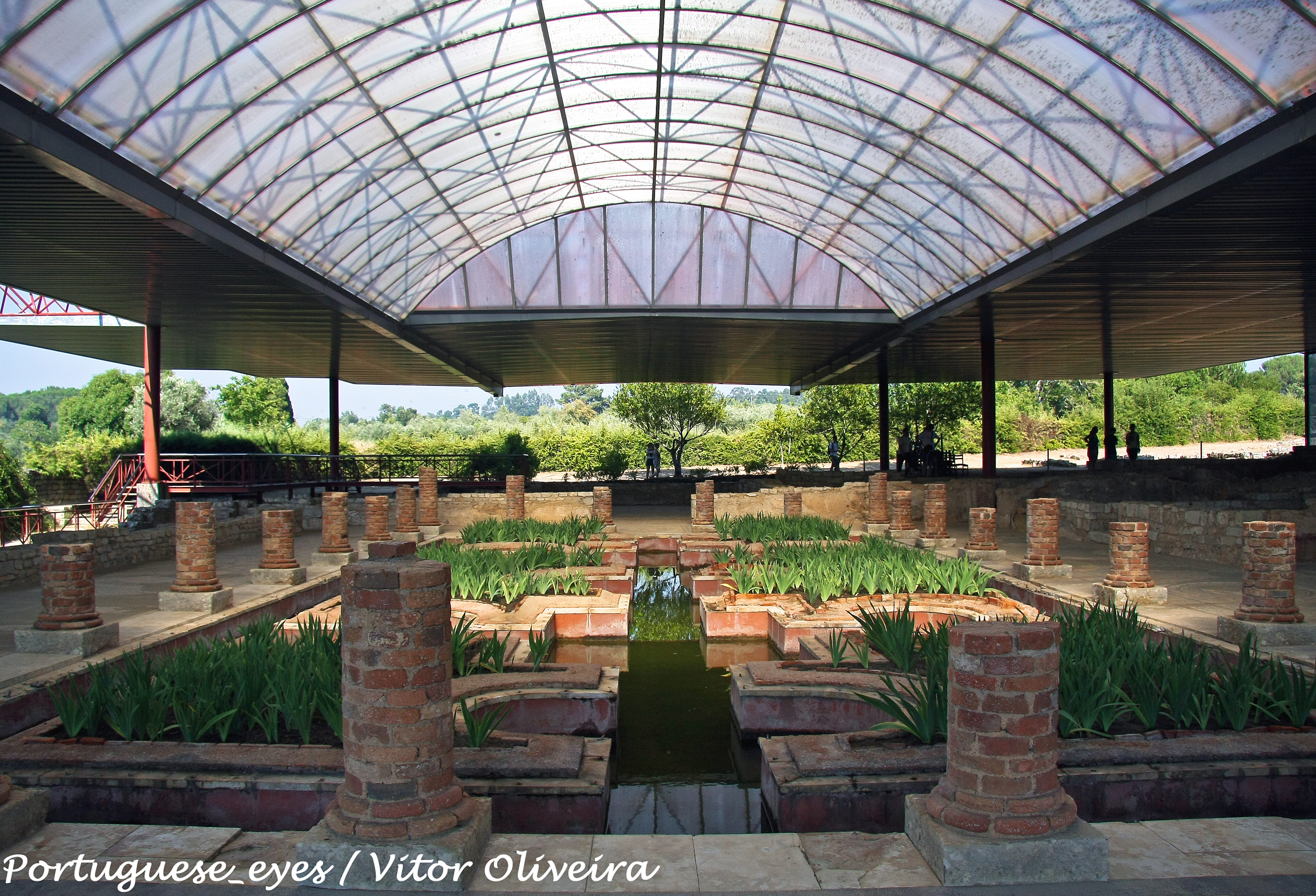
Casa dos Repuxos